# Serie 040-2091 a 2127 de Renfe
La serie 040-2091 a 2127 de RENFE fue un conjunto de locomotoras de vapor que sirvió en la Red Nacional de los Ferrocarriles Españoles. Las locomotoras procedían de la antigua serie 2501 a 2537 de la Compañía de los Caminos de Hierro del Norte de España. En la actualidad solo se conserva un único ejemplar de esta serie, la locomotora RENFE 040-2095.

## Historia
Esta serie de locomotoras fue construida por la firma francesa Schneider et Cie., por encargo de la Compañía de los Caminos de Hierro del Norte de España. En 1863 se recibieron las primeras 25 máquinas, recibiéndose al año siguiente otras 12 locomotoras. Bajo «Norte» recibieron las numeraciones 717/731 y 747/756. A lo largo de su historia serían empleadas en el remolque de trenes de mercancías en las líneas de Madrid a Ávila y Madrid a Segovia, donde existía una difícil orografía. 
En 1941, tras la nacionalización de los ferrocarriles de ancho ibérico, las máquinas pasaron a manos de RENFE. 
Para 1949 había operativas 2 locomotoras en Madrid-Príncipe Pío, 4 en Valladolid, 13 en Tarragona, 2 en Irún, 7 en Miranda de Ebro, 2 en Zaragoza-Arrabal, una en León, 2 en Oviedo y 2 en Monforte de Lemos. En 1954 ya solo se encontraban operativas en Tarragona (19), Zaragoza-Arrabal (7), Miranda de Ebro (6), Lérida (3) y Barcelona (1). Las dos primeras bajas ocurren en 1962. Las dos últimas retiradas del servicio fueron las 040-2118 y 040-2123 en 1968. 
En la actualidad solo se conserva una máquina, la RENFE 040-2095, en el Museo del Ferrocarril de Madrid.